# Campilobacteriosis
La campylobacteriosis es una enfermedad infecciosa producida por bacterias del género Campylobacter y que generalmente es transmitida al ser humano mediante aves infectadas (zoonosis).

## Campylobacter spp.
Campylobacter es en realidad un grupo de bacterias de configuración espiral que pueden causar enfermedad en los seres humanos y los animales. La mayor parte de la enfermedad en los seres humanos es ocasionada por la especie Campylobacter jejuni, pero 1 % de los casos humanos de Campylobacter son ocasionados por otras especies.
C. jejuni está bien adaptada al cuerpo de las aves y crece bien a la temperatura de sus cuerpos, que la transportan sin enfermar (portadores), sobre todo a las aves silvestres. La bacteria es frágil; no puede tolerar la deshidratación y puede destruirse mediante oxígeno, puesto que es microaerófila, crece sólo si existe menos oxígeno que la cantidad atmosférica en el entorno. La congelación reduce el número de bacterias de Campylobacter que se hallan presentes en la carne cruda.

## Epidemiología
La campylobacteriosis es la enfermedad gastrointestinal más extendida en Europa. En 2014, el informe «The European Union summary report on trends and sources of zoonoses, zoonotic agents and food-borne outbreaks in 2014» del Centro Europeo de Control de Enfermedades (ECDC) registró 236 851 casos. En España, dicho informe registró 11 841 casos. Supone un incremento del 62 % respecto al año anterior.
Al producirse la infección por medio del contacto con las heces y la falta de higiene, también se ha considerado dentro de las enfermedades de transmisión sexual, siempre que no se utilicen medios para evitar un contacto sexual directo.